# Markoolio
Markoolio, pseudonimo di Marko Kristian Lehtosalo (Lahti, 1º gennaio 1975), è un rapper finlandese con cittadinanza svedese.

## Biografia
Sticker hårt (1998), primo album in studio del rapper, ha raggiunto la 4ª posizione della Sverigetopplistan e ha venduto oltre 80 000 esemplari, venendo certificato platino dalla IFPI Sverige. Anche il disco successivo, intitolato Dikter från ett hjärta (1999), ha goduto di successo commerciale, fermandosi al 3º posto della classifica svedese e venendo certificato triplo platino per le oltre 240 000 unità vendute.
Tjock och lycklig (2001), primo album numero uno dell'artista, è stato certificato doppio platino. Due anni dopo viene reso disponibile il quarto LP I skuggan av mig själv, anch'esso numero uno e disco di platino. Vilse i skogen è stata la sua hit più popolare, dopo aver accumulato sei dischi di platino (120 000 copie).
Värsta plattan (2007), fermatosi alla 2ª posizione della graduatoria nazionale, è stato certificato disco di platino per le 40 000 copie vendute. Jag är konst (2008), invece si è fermato al 30º posto.
Jag är Markoolio, pubblicato nella prima metà degli anni dieci, ha esordito sul podio della classifica svedese.

## Discografia

### Album in studio
- 1998 – Sticker hårt
- 1999 – Dikter från ett hjärta
- 2001 – Tjock och lycklig
- 2003 – I skuggan av mig själv
- 2004 – Suomessa syntynyt
- 2007 – Värsta plattan
- 2008 – Jag är konst
- 2012 – Jag är Markoolio

### Raccolte
- 2004 – Bäst off

### Singoli
- 1998 – Drömmen om Finland
- 1998 – Vi drar till fjällen
- 1998 – Sommar och sol
- 1999 – Åka pendeltåg
- 1999 – Sola och bada i Pina Colada
- 1999 – Millennium 2
- 2000 – Mera mål
- 2000 – Gör det igen
- 2001 – Rocka på!
- 2001 – Jag orkar inte mer
- 2002 – Båtlåten
- 2002 – Vi ska vinna!
- 2003 – Taistellaan
- 2003 – Rokkaan vaan
- 2003 – Vilse i skogen
- 2004 – In med bollen
- 2007 – Ingen sommar utan reggae
- 2007 – Emma Emma (con Tilde Fröling)
- 2007 – Idollåten
- 2008 – Sverige, det bästa på vår jord
- 2008 – The Markoolio Anthem
- 2009 – Kärlekssång från mig
- 2012 – Borta bra men hemma bäst
- 2012 – En vecka i Phuket
- 2017 – Bastukungen
- 2017 – Tomtar på loftet
- 2018 – Ge oss mål
- 2019 – Modell (con Moncho)
- 2022 – Kassanova (con Young Earth Sauce)
- 2023 – Vatten & eld
- 2023 – Låtsas att det är semester